# Championnats du monde de ski alpin 1966
Navigation
Innsbruck 1964 Grenoble 1968
Les championnats du monde de ski alpin 1966 ont eu lieu à Portillo au Chili du 5 au 14 août 1966. C'est l'unique championnat du monde organisé dans l'hémisphère Sud en août.
La France bat tous les records avec 7 titres sur 8, 16 médailles sur 24 et 6 doublés : Marielle Goitschel gagne 3 titres (descente, géant et combiné) et une médaille d'argent (slalom). Erika Schinegger remporta la descente, mais un test médical établira plus tard qu'Erika était un homme : Erik remettra officiellement le titre de championne du monde de descente à Marielle en 1988. Victorieuse d'un troisième titre en combiné et du Kandahar en 1964 et 1965, Marielle Goitschel est la grande skieuse des années 1960. Elle ne gagna jamais la coupe du monde de ski, organisée seulement depuis 1967,et un K de diamant. Jean-Claude Killy s'impose en descente (c'est alors sa première victoire dans cette discipline) et en combiné. Avec sa victoire au Kandahar 1966 accompagnée d'un K de diamant et ces succès chiliens, la carrière de Killy est lancée. Le triomphe français est complété par Guy Périllat devant Georges Mauduit en géant et Annie Famose en slalom ; Florence Steurer remporte la médaille de bronze du slalom géant et Louis Jauffret celle du slalom spécial.
Un seul titre échappe à la razzia française : le slalom Hommes, gagné par l'Italien Carlo Senoner. L'Autriche ne ramène que trois médailles : une d'argent et deux de bronze.

## Palmarès

### Hommes
| Épreuves | Or                | Argent          | Bronze         |
| -------- | ----------------- | --------------- | -------------- |
| Descente | Jean-Claude Killy | Léo Lacroix     | Franz Vogler   |
| Géant    | Guy Périllat      | Georges Mauduit | Karl Schranz   |
| Slalom   | Carlo Senoner     | Guy Périllat    | Louis Jauffret |
| Combiné  | Jean-Claude Killy | Léo Lacroix     | Ludwig Leitner |

### Femmes
| Épreuves | Or                 | Argent             | Bronze           |
| -------- | ------------------ | ------------------ | ---------------- |
| Descente | Marielle Goitschel | Annie Famose       | Burgl Färbinger  |
| Géant    | Marielle Goitschel | Heidi Zimmermann   | Florence Steurer |
| Slalom   | Annie Famose       | Marielle Goitschel | Penny McCoy      |
| Combiné  | Marielle Goitschel | Annie Famose       | Heidi Zimmermann |

## Tableau des médailles
| Rang | Nations    | Or | Argent | Bronze | Total |
| 1    | France     | 7  | 7      | 2      | 16    |
| 2    | Italie     | 1  | 0      | 0      | 1     |
| 3    | Autriche   | 0  | 1      | 2      | 3     |
| 4    | RFA        | 0  | 0      | 3      | 3     |
| 5    | États-Unis | 0  | 0      | 1      | 1     |